# メヌード (小説)

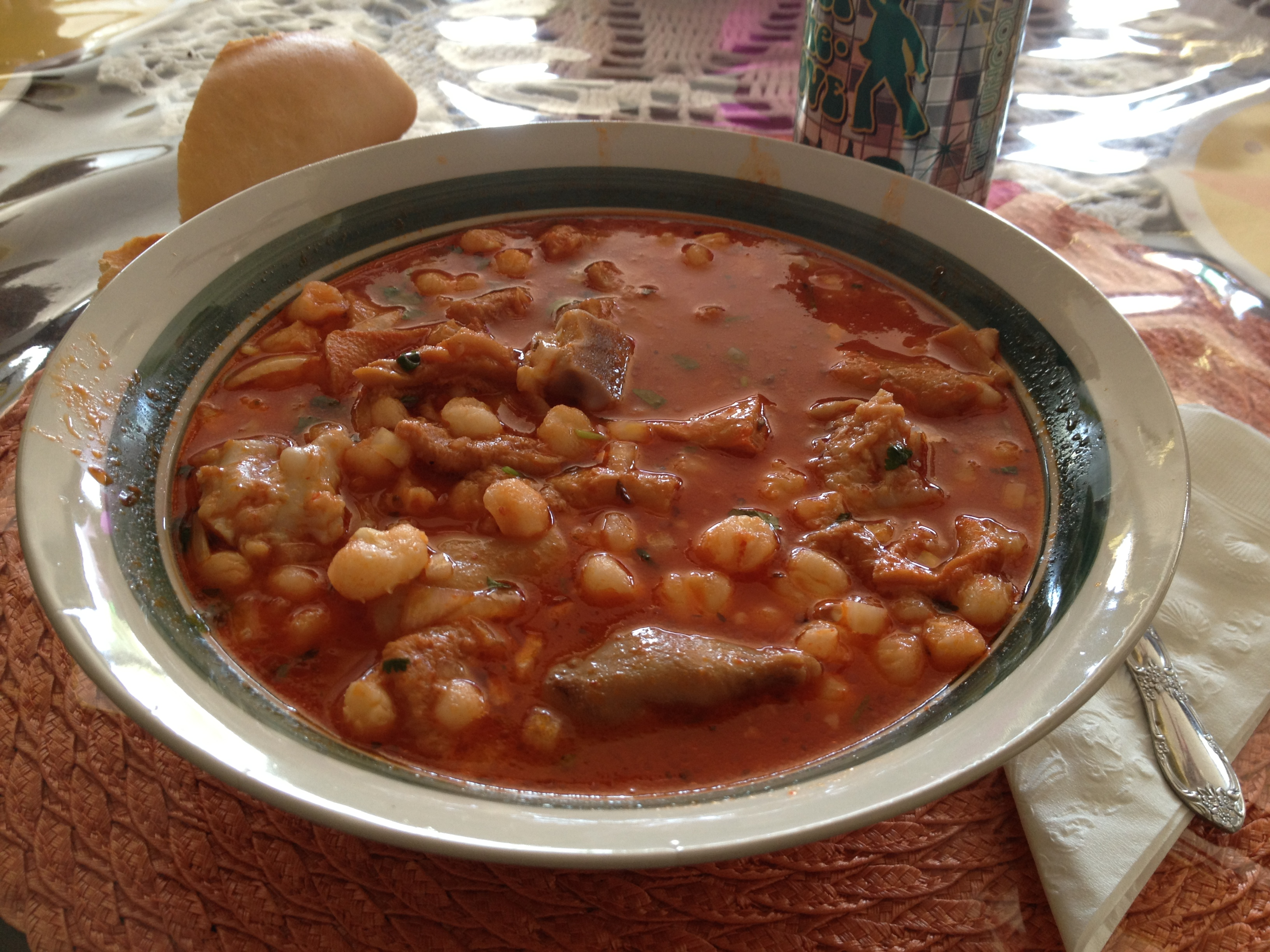
メヌード

『メヌード』（原題：Menudo）は、アメリカの小説家レイモンド・カーヴァーの短編小説。

## 概要
『グランタ』1987年春号に掲載された。1988年5月刊行の精選作品集『Where I'm Calling From: New and Selected Stories』（アトランティック・マンスリー・プレス）と1988年8月4日刊行の短編集『Elephant and Other Stories』（コリンズ・ハーヴィル社）に収録された。
日本語版は『新潮』1989年4月号が初出。翻訳は村上春樹。村上が独自に編纂した単行本『ささやかだけれど、役にたつこと』（中央公論社、1989年4月20日）および、『THE COMPLETE WORKS OF RAYMOND CARVER 6　象／滝への新しい小径』（同社、1994年3月7日）に収録された。全集第6巻はその後「村上春樹翻訳ライブラリー」シリーズでは、『象』（中央公論新社、2008年1月10日）と『滝への新しい小径』（同社、2009年1月10日）の2冊に分かれて出版された。
メヌードはメキシコ料理のひとつ。作中、アルフレードという男が主人公のためにメヌードを作るが、食べられなかったことが語られる。
ボブ・エーデルマンの写真集『Carver Country: The World of Raymond Carver』（チャールズ・スクリブナーズ・サンズ、1990年9月7日）には、この人物のモデルとなった画家アルフレード・アレギンと彼の作品の写真、そしてカーヴァーがアレギンに宛てた未発表の手紙が収められている。

## あらすじ
主人公は向かいの家に住む人妻アマンダと浮気をしていた。ところがアマンダの夫オリヴァーが彼女の浮気を知り、主人公に「1週間ほど家を空けるからその間に出ていけ」と告げる。また、オリヴァーが家を出てから3日後には主人公の妻ヴィッキーに浮気が露見したことで夫婦喧嘩となる。
ヴィッキーが睡眠薬で眠った一方、眠れなくなった主人公はアマンダのことについて考え、最初の妻モリーとの出会いを思い出す。幼馴染だったモリーと結婚した主人公はヴィッキーと出会い、浮気する。その結果、モリーは精神的に疲弊して奇抜な言動をとるようになり、恐れおののいた主人公によって捨てられる。その後、モリーは精神病院に入院するも、主人公は見舞いにすらいかなかった。